# Tulipa tarbagataica
Tulipa tarbagataica är en liljeväxtart som beskrevs av D.Y.Tan och X.Wei. Tulipa tarbagataica ingår i släktet tulpaner, och familjen liljeväxter. Inga underarter finns listade.